# 米 〜Best of Best〜
『米 〜Best of Best〜』（こめ〜 ベスト オブ ベスト〜）は、米米CLUBのベスト・アルバム。2005年10月21日リリース。発売元はSony Music Records。

## 概要
米米CLUBとして1995年2月20日発売『DECADE』以来10年振りのベスト・アルバム（『STAR BOX』『STAR BOX EXTRA』等の企画盤ベストを除く）。『DECADE』はリーダー／ベースであるBONの選曲だったが、今回はデビュー20周年記念に発売ということでファン投票で選曲した。20曲の選曲を6月25日から8月31日まで投票を受付たが集計後に25曲へ変更。5曲の未CD化音源・未公開音源を含め全30曲を収録し米米のデビュー日10月21日に発売された。本作発売前週の10月12日に石井竜也の初のベスト・アルバム『石 〜Best of Best〜』が発売。同時購入者には「米〜」に添付の応募葉書に「石〜」に添付の応募券を貼付けて送る「"米と石で？"キャンペーン」企画もあり2006年4月1日開催の米米のイベント抽選等がプレゼントとして含まれた。初回生産限定盤は「米米CLUB Live History 1985-1997」DVD付属。

## 収録曲

### CD
| #         | タイトル                 | 作詞・作曲 | 編曲               | 時間  |
| --------- | ------------------------ | ---------- | ------------------ | ----- |
| 1.        | 「KOME KOME WAR」        | 米米CLUB   | 有賀啓雄           | 4:28  |
| 2.        | 「STYLISH WOMAN」        | 米米CLUB   | 有賀啓雄           | 4:50  |
| 3.        | 「愛はふしぎさ」         | 米米CLUB   | 金子隆博           | 4:59  |
| 4.        | 「Shake Hip!」           | 米米CLUB   | 中村哲             | 3:46  |
| 5.        | 「なんですか これは」    | 米米CLUB   | 中村哲             | 3:45  |
| 6.        | 「I・CAN・BE」           | 米米CLUB   | 中村哲             | 3:48  |
| 7.        | 「ア・ブラ・カダ・ブラ」 | 米米CLUB   | 米米CLUB           | 5:39  |
| 8.        | 「東京 Bay Side Club」   | 米米CLUB   | 米米CLUB           | 4:16  |
| 9.        | 「sure danse」           | 米米CLUB   | 米米CLUB・中崎英也 | 3:46  |
| 10.       | 「愛 Know マジック」     | 米米CLUB   | 米米CLUB           | 4:23  |
| 11.       | 「かっちょいい!」        | 米米CLUB   | 中村哲             | 5:09  |
| 12.       | 「FUNK FUJIYAMA」        | 米米CLUB   | 米米CLUB・萩原健太 | 5:39  |
| 13.       | 「嫁津波」               | 山田実     | トップ・ゴージャス | 4:08  |
| 14.       | 「SUBWAY BLUES」         | 米米CLUB   | 米米CLUB           | 0:47  |
| 15.       | 「Co-Conga」             | 米米CLUB   | 米米CLUB           | 4:40  |
| 合計時間: | 合計時間:                | 合計時間:  | 合計時間:          | 64:03 |

| #         | タイトル                           | 作詞・作曲 | 編曲                            | 時間  |
| --------- | ---------------------------------- | ---------- | ------------------------------- | ----- |
| 1.        | 「浪漫飛行」                       | 米米CLUB   | 米米CLUB・中崎英也              | 4:08  |
| 2.        | 「ひとすじになれない」             | 米米CLUB   | 米米CLUB                        | 5:08  |
| 3.        | 「TIME STOP」                      | 米米CLUB   | 中村哲                          | 5:14  |
| 4.        | 「君がいるだけで」                 | 米米CLUB   | 米米CLUB・中村哲                | 4:40  |
| 5.        | 「ホテルくちびる」                 | 米米CLUB   | 米米CLUB                        | 8:31  |
| 6.        | 「抱きしめたい」                   | 米米CLUB   | 中崎英也                        | 5:36  |
| 7.        | 「手紙」                           | 石井竜也   | 金子隆博                        | 4:28  |
| 8.        | 「STAY」                           | 米米CLUB   | 米米CLUB・BIG HORNS BEE・中村哲 | 5:27  |
| 9.        | 「SO COOL」                        | 米米CLUB   | 有賀啓雄                        | 4:47  |
| 10.       | 「Troubled Fish」                  | 米米CLUB   | 米米CLUB・BIG HORNS BEE・中村哲 | 5:33  |
| 11.       | 「愛してる」                       | 米米CLUB   | 中村哲                          | 5:35  |
| 12.       | 「Just U」                         | 米米CLUB   | 米米CLUB                        | 6:06  |
| 13.       | 「日没航」                         | 米米CLUB   | 米米CLUB・中崎英也              | 3:24  |
| 14.       | 「オン・ザ・ロックをちょうだい。」 | 米米CLUB   | 米米CLUB                        | 2:38  |
| 15.       | 「愛してるのに」                   | 米米CLUB   | 桑野聖                          | 6:25  |
| 合計時間: | 合計時間:                          | 合計時間:  | 合計時間:                       | 77:40 |

### DVD（初回限定盤のみ）
| #  | タイトル                            | 作詞 | 作曲・編曲 |
| -- | ----------------------------------- | ---- | ---------- |
| 1. | 「米米CLUB Live History 1985-1997」 |      |            |

## 曲解説

### Disc1 (オドル3枚目)
1. KOME KOME WAR
2. STYLISH WOMAN
3. 愛はふしぎさ
4. Shake Hip!
5. なんですか これは
6. I・CAN・BE
7. ア・ブラ・カダ・ブラ
8. 東京 Bay Side Club
ライブ音源。石井が最後に放送禁止用語を叫んだためピー音が入っている。
9. sure danse
10. 愛 Know マジック
11. かっちょいい!
12. FUNK FUJIYAMA
13. 嫁津波
14. SUBWAY BLUES
ビデオ「米米TV ONODA-SAN」収録曲を初CD化。
15. Co-Conga
「SHARISHARISM 7」3日目「Co-Conga」からのライブ音源。アルバム「K2C」初回限定盤8cmCD収録。

### Disc2 (ウタウ2枚目)
1. 浪漫飛行
2. ひとすじになれない
3. TIME STOP
4. 君がいるだけで
5. ホテルくちびる
6. 抱きしめたい
7. 手紙
8. STAY
9. SO COOL
10. Troubled Fish
11. 愛してる
12. Just U
1997年3月6日に東京ドームで行われた「THE LAST SYMPOSIUM」からの音源。
13. 日没航
シングル『sure danse』カップリング曲。「サンセットクルーズ」と読む。初CD化。
14. オン・ザ・ロックをちょうだい。
ビデオ「米米TV ONODA-SAN」収録曲を初CD化。製作者の意図により、ノイズ音源が入っている。
15. 愛してるのに
1993年1月24日に日本武道館で行われた「SHARISHARISM ACE」からの音源。ドラマサントラである『ICTL no.2』にインスト版は収録されているが、ボーカルが入った音源は初CD化。